# Hebius vibakari
Hebius vibakari (японський вуж) — вид змій родини полозових (Colubridae). Мешкає в Східній Азії.

## Опис
Японські вужі — стрункі змії завдовжки 40 см з хвостом довжиною 11 см. Тулуб плавно переходить у голову. Очі жовтуваті, зіниці округлі.
Верхня частина тіла й голови темно-бура, коричнева, шоколадна або червонувато-коричнева з зеленуватим відтінком, без візерунка, що відрізняє японського вужа від інших далекосхідних вужів. Нижня частина тіла світло-зелена або жовтувато-зелена. З боків черевних щитків розташовані темні плями, які формують дві поздовжні смуги. Від кутів рота до потилиці ідуть білувато-жовтуваті смуги. Молоді змії майже чорні, іноді світло-коричневі.

## Підвиди
Виділяють три підвиди:

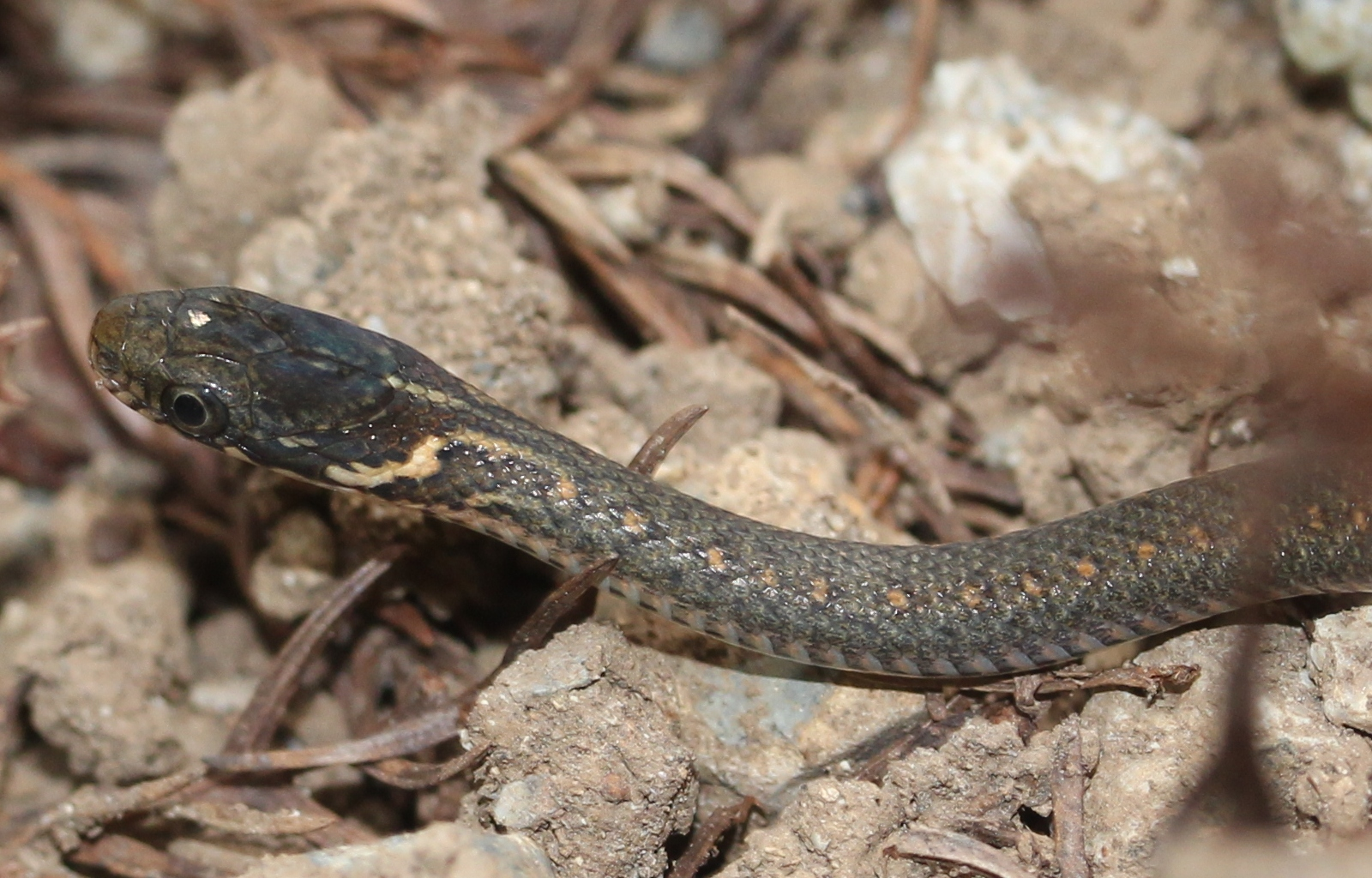
Японський вуж

- Hebius vibakari danjoensis Toriba, 1986 — острів Осіма;
- Hebius vibakari vibakari Boie, 1826 — Японія;
- Hebius vibakari ruthveni Van Denburgh, 1923 — Корея, Маньчжурія, Далекий Схід Росії.

## Поширення і екологія
Японські вужі мешкають в Японії (на островах Кюсю, Сікоку і Хонсю, а також на острові Осіма в групі островів Дандзьо), на Корейському півострові, на півночі сході Китаю (на північ від Ляоніна) та на Далекому Сході Росії (Приморський край, Хабаровський край, Амурська область, на північ до річки Амур). Вони живуть у кедрово-широколистяних, широколистяних і вторинних листяних лісів, іноді на луках у лісові зоні, трапляються в чагарникових заростях у покинутих садах. Ведуть прихований спосіб життя. Живляться дощовими черв'яками, а також слимаками, комахами і дрібними жабами. Відкладають яйця. парування відбувається наприкінці травня, а наприкінці липня самиці відкладають 2—6 яєць розміром 8—8,3×17,6—18,2 мм. Молоді змійки з'являються в середині серпня, їх довжина при народженні становить 11,5—12,9 см. Статева зрілість наступає у самиць, коли вони досягають довжини 36 см, а у самців — коли вони досягають 32,5 см.